# A Map of All Our Failures
A Map of All Our Failures – dwunasty album studyjny brytyjskiego zespołu muzycznego My Dying Bride. Wydawnictwo ukazało się 15 października 2012 roku nakładem wytwórni muzycznej Peaceville Records. Nagrania zostały zarejestrowane pomiędzy kwietniem a lipcem 2012 roku w Futureworks Studios w Manchesterze we współpracy z producentem muzycznym Robertem „Magsem” Magoolaganem. Materiał był promowany teledyskiem do utworu „The Poorest Waltz” w reżyserii Ingrama Blakelocka.

## Lista utworów
Opracowano na podstawie materiału źródłowego.
| Nr | Tytuł utworu                     | Długość |
| -- | -------------------------------- | ------- |
| 1. | „Kneel till Doomsday”            | 07:52   |
| 2. | „The Poorest Waltz”              | 05:08   |
| 3. | „A Tapestry Scorned”             | 08:00   |
| 4. | „Like a Perpetual Funeral”       | 08:32   |
| 5. | „A Map of All Our Failures”      | 07:52   |
| 6. | „Hail Odysseus”                  | 08:54   |
| 7. | „Within the Presence of Absence” | 08:50   |
| 8. | „Abandoned as Christ”            | 08:36   |
|    |                                  | 1:03:44 |

| Bonus DVD | Bonus DVD                   | Bonus DVD |
| Nr        | Tytuł utworu                | Długość   |
| --------- | --------------------------- | --------- |
| 1.        | „An Evening With The Bride” | 70:43     |

## Twórcy
Opracowano na podstawie materiału źródłowego.
| Zespół My Dying Bride w składzie - Andrew Craighan − gitara - Aaron Stainthorpe − wokal prowadzący - Hamish Glencross − gitara - Lena Abé − gitara basowa - Shaun Macgowan − instrumenty klawiszowe, skrzypce | Dodatkowi muzycy - Shaun "Dubya" Taylor-Steels − perkusja, instrumenty perkusyjne Inni - Grant Berry − inżynieria dźwięku, Pro-Tools - Robert „Mags” Magoolagan − produkcja muzyczna, inżynieria dźwięku, miksowanie, realizacja nagrań - Rhett Podersoo − oprawa graficzna |

## Listy sprzedaży
| Lista                   | Kraj              | Pozycja |
| ----------------------- | ----------------- | ------- |
| Ultratop                | Belgia (Flandria) | 137     |
| Ultratop                | Belgia (Walonia)  | 118     |
| IFPI Greece             | Grecja            | 74      |
| Suomen virallinen lista | Finlandia         | 39      |
| SNEP                    | Francja           | 181     |
| Media Control Charts    | Niemcy            | 82      |
| UK Albums Chart         | Wielka Brytania   | 200     |